# Edwiges de Queirós
Manuel Edwiges de Queirós Vieira (Cachoeiras de Macacu, 17 de outubro de 1856 — Petrópolis, 18 de março de 1921) foi um advogado, juiz e político brasileiro.

## Biografia
Foi estudante do Colégio Pedro II, onde se bacharelou, em 1874, em humanidades. Foi para São Paulo em 1875 estudar na Faculdade de Direito do Largo de São Francisco; formando-se, em 1879, em Ciências Jurídicas e Sociais. De volta ao Rio de Janeiro Foi nomeado juiz municipal e de órfãos em sua cidade natal, em 1885. Já em 1887 foi transferido para a cidade de Rio Bonito.
O pai de Manuel Edwiges foi chefe político no município de Nova Friburgo, durante o Segundo Reinado. Edwiges Iniciou sua vida política como membro do Partido Conservador, onde tornou-se aliado do conselheiro Paulino de Sousa, filho do Visconde do Uruguai. Com a Proclamação da República, em 1889, passou a fazer oposição politica a Francisco Portela, governador nomeado do Estado do Rio de Janeiro pelo presidente da República do Brasil, marechal Deodoro da Fonseca. Filiou-se ao Partido Republicano Fluminense, Edwiges de Queiroz, candidato a deputado pela oposição a Portela, não conseguiu eleger-se.
Com a renúncia de Francisco Portela e a posterior convocação de novas eleições, Edwiges Queirós é eleito ao cargo de deputado estadual, ocupando a função de 1º Secretário. Junto com seus pares passa a elaborar a nova Constituição estadual do Rio de Janeiro, promulgada em 1892. Foi novamente conduzido para a Assembléia Legislativa onde em 25 de janeiro de 1893, votou com mais 26 colegas a favor da transferência da capital do Estado de Niterói para Teresópolis.
Em 1893, Manuel Edwiges Queirós renunciou antes de terminar o seu mandato de deputado, pois foi nomeado por José Tomás de Porciúncula, que então governava o estado do Rio de Janeiro, ao cargo de chefe de polícia do mesmo estado. Neste cargo se destacaria contra a Revolta da Armada, estando ao lado das forças governistas do presidente marechal Floriano Peixoto; por este feito foi nomeado coronel honorário com honras do Exército Brasileiro. Diante dos acontecimentos da revolta a capital estadual é transferida de Niterói para Petrópolis, passando Queirós a residir nesta cidade.
Em 1894, na sucessão ao governo do estado, Porciúncula conseguiu eleger seu correlegionário: Joaquim Maurício de Abreu. No novo governo, Manuel Edwiges continuou no cargo de chefe de polícia. Já em 1897, o presidente da República Prudente de Morais, nomeia Edwiges chefe de polícia do Distrito Federal.
Em 1900, último ano do governo estadual de Alberto Torres, o Partido Republicano Fluminense dividiu-se entre a antiga liderança exercida por José Porciúncula e liderança que despontava vinda de Torres. Diante desta divisão, Edwiges de Queirós permaneceu com Porciúncula, entretanto, este morreria inesperadamente um ano depois, aos 46 anos. Edwiges afasta-se a politica partidária e dedica-se a advocacia.
Em 1906 Alfredo Backer assumiu o governo do Estado do Rio de Janeiro, sucedendo Nilo Peçanha. Com o rompimento político entre Nilo e Backer, Edwiges de Queirós se aproximou deste último, mantendo uma postura de oposição ao nilismo. Na sucessão de Backer, Manuel Edwiges Queirós Vieira foi escolhido como o candidato backerista contra o nilista Francisco Chaves de Oliveira Botelho. Em uma disputada e tumultuada eleição, marcada pela divisão da ALERJ em duas e pela intervenção do Supremo Tribunal Federal (STF), Oliveira Botelho assumiu o governo estadual.
Já, depois, no governo de Hermes da Fonseca, foi alçado ao posto de ministro da Agricultura deste no período de 19 de novembro de 1913 e 15 de novembro de 1914. Antes de sua morte ainda foi vereador de Petrópolis.